# Apple Multiple Scan Display
Het Apple Multiple Scan Display is een serie van CRT-beeldschermen ontworpen, gefabriceerd en verkocht door Apple Computer vanaf maart 1994. Aanvankelijk bestond de serie uit zowel instapmodellen als topmodellen, maar na de introductie van de professionele AppleVision Display-serie in 1995 werden de computerschermen uit de Multiple Scan-serie geherpositioneerd als instapmodellen met goedkopere schaduwmasker-beeldbuizen voor de consumentenmarkt. De Multiple Scan-serie werd in 1998 opgevolgd door de Apple Studio Display-serie.

## Modellen

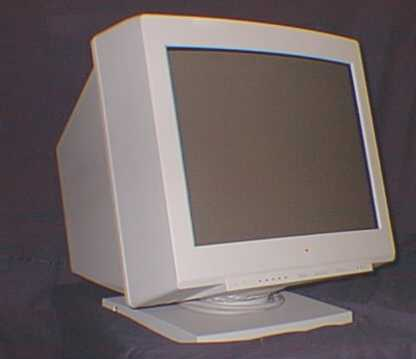
Apple Multiple Scan 20 Display

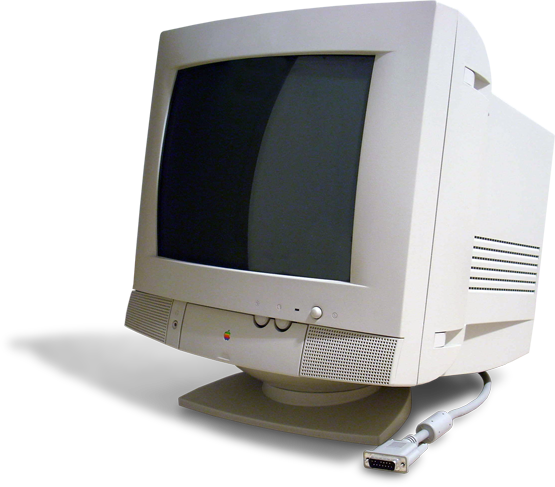
Apple Multiple Scan 14 Display

In maart 1994 kwamen de eerste twee computerschermen uit de serie op de markt. Het Apple Multiple Scan 17 Display heeft een Trinitron-beeldbuis van 17 inch (43 cm) met een maximale resolutie van 1024×768 pixels en beschikt over twee ADB-poorten, een koptelefoonaansluiting en een microfoonaansluiting. Het Apple Multiple Scan 20 Display heeft een Trinitron-beeldbuis van 20 inch (51 cm) met een maximale resolutie van 1280×1024 pixels en twee ADB-poorten. Ze werden samen met de eerste generatie Power Macintosh (de NuBus-gebaseerde Power Macintosh 6100, 7100 en 8100) geïntroduceerd en waren met hun Trinitron-beeldbuis de enige high-end computerschermen in de reeks.
Het Apple Multiple Scan 15 Display werd in juli 1994 geïntroduceerd samen met de Macintosh LC 630 en de Performa 630-reeks. Het scherm heeft een goedkopere 15 inch (38 cm) schaduwmaskerbeeldbuis en luidspreker/koptelefoonaansluitingen. Dit scherm werd in september 1996 opgevolgd door het Apple Multimedia Scan 15AV Display, een multimediavariant met geïntegreerde stereo-luidsprekers. Beide schermen hebben een maximale resolutie van 1024×768 pixels.
In augustus 1995 werd het Apple Multiple Scan 14 Display geïntroduceerd samen met de tweede generatie Power Macintosh (de PCI-gebaseerde Power Macintosh 7200, 7500 en 8500). Het scherm beschikt over een 14 inch (35,5 cm) schaduwmaskerbeeldbuis met een maximale resolutie van 800×600 pixels, twee geïntegreerde luidsprekers en luidspreker/koptelefoonaansluitingen.
In september 1995 kwam het Apple Multiple Scan 1705 Display op de markt als vervanger van het Multiple Scan 17 Display. Het scherm heeft een 17 inch schaduwmaskerbeeldbuis met een maximale resolutie van 1280×1024 pixels.
Het laatste computerscherm in de serie was het Apple Multiple Scan 720 Display uit oktober 1997 dat samen met de beige Power Macintosh G3-modellen op de markt kwam. Het scherm beschikt over een 17 inch schaduwmaskerbeeldbuis met een maximale resolutie van 1280×1024. De productie van dit scherm werd gestopt in januari 1999.

## Specificaties
| Naam                             | Schermgrootte (diagonaal) | Type CRT      | Resoluties                                                      | Connector | Jaartal           |
| -------------------------------- | ------------------------- | ------------- | --------------------------------------------------------------- | --------- | ----------------- |
| Apple Multiple Scan 14 Display   | 14 inch (12,4 inch)       | schaduwmasker | - 640×480 - 800×600                                             | DB-15     | 08/1995 - 09/1996 |
| Apple Multiple Scan 15 Display   | 15 inch (13,3 inch)       | schaduwmasker | - 640×480 - 800×600 - 832×624 - 1024×768                        | DB-15     | 07/1994 - 09/1996 |
| Apple Multiple Scan 15AV Display | 15 inch (13,75 inch)      | schaduwmasker | - 640×480 - 800×600 - 832×624 - 1024×768                        | DB-15     | 09/1996 - 08/1997 |
| Apple Multiple Scan 17 Display   | 17 inch (16,1 inch)       | Trinitron     | - 640×480 - 800×600 - 832×624 - 1024×768                        | DB-15     | 03/1994 - 09/1995 |
| Apple Multiple Scan 20 Display   | 20 inch (19,1 inch)       | Trinitron     | - 640×480 - 800×600 - 832×624 - 1024×768 - 1152×870 - 1280×1024 | DB-15     | 03/1994 - 05/1997 |
| Apple Multiple Scan 1705 Display | 17 inch (15,8 inch)       | schaduwmasker | - 640×480 - 800×600 - 832×624 - 1024×768 - 1280×1024            | DB-15     | 09/1995 - 08/1997 |
| Apple Multiple Scan 720 Display  | 17 inch (16 inch)         | schaduwmasker | - 640×480 - 800×600 - 832×624 - 1024×768 - 1152×870 - 1280×1024 | DB-15     | 10/1997 - 01/1999 |